# 미쿠니정
미쿠니정(三国町)은 후쿠이현 북서부에 위치해, 후쿠이평야 안에 있는 논이 펼쳐진 마을이다. 2006년 3월 20일 미쿠니정 및 마루오카정·하루에정·사카이정 등 4개 정이 합병하여 사카이시가 발족하였으며, 같은 날 미쿠니정은 폐지되었다.
구즈류강 하구 주변에 위치하였다. 이전에는 기타마에부네의 거점이었으며\ 현대에는 에치젠 게, 아마에비 등의 어획량과 명승 히가시히로로 유명한 항구도시다.항구 부근의 좁은 골목에는 옛날 그대로의 거리가 있다.북쪽의 히가시히로, 오시마, 에치젠 마쓰시마와 경승이 이어지는 해안은 물론 각종 위락시설과 제사 등이 있어 관광을 오는 사람이 많다.2005년 국세조사에 의한 평균연령은 44.8세였다.

## 역사
- 1954년 3월 31일: 오시마촌 및 미쿠니정, 신보촌, 가토촌 등 4개 정·촌이 합병, 미쿠니정이 신설
- 2006년 3월 20일: 미쿠니정 및 마루오카정·하루에정·사카이정 등 4개 정이 합병하여 사카이시가 신설, 같은 날 미쿠니정 등은 폐지